# Acreas

Mapa del sur del Peloponeso en la Antigüedad. La ciudad de Acrias se encontraba en la costa del golfo de Laconia.

Acreas o Acrias es el nombre de una antigua ciudad griega de Laconia. Sus habitantes recibían el nombre de acriatas.
Estrabón la ubica en el golfo de Laconia, entre la desembocadura del río Eurotas y la ciudad de Helo.
Pausanias la menciona como una de las ciudades de los eleuterolaconios. La ubica a treinta estadios de Helo, a sesenta de Asopo y a ciento veinte de Gerontras. Cita la aldea llamada Palea entre Acrias y Gerontras. Destaca que en Acrias había un templo y una estatua de la Madre de los dioses, de la que se consideraba que era la estatua más antigua dedicada a esta diosa en el Peloponeso. De Acrias era Nicocles, que había obtenido cinco victorias en la carrera en dos Olimpiadas, y del que se conservaba su tumba, situada entre el gimnasio y la muralla del puerto. Se creía que el fundador epónimo de la ciudad podía ser Acrias, un pretendiente de Hipodamía que fue muerto por Enómao.
Se localiza en un lugar próximo a la población actual de Kokkinio.